# Оксофт
Оксофт, оксгофт (пол. okseft, нім. Oxhoft) або хогсхед, гоґсгед (англ. hogshead) — міра ваги і одиниця вимірювання об'єму рідини, а також назва для дерев'яних бочок розміром з голову кабана. Одиниця вимірювання залежить від того, що саме вимірюється.

## Обсяг слабоалкогольних напоїв
Як правило, оксофт застосовували для оцінки обсягу різноманітних слабоалкогольних напоїв — пива, елю та сидру. При вимірюванні таких напоїв:
1 оксофт = 1 ½ бареля = 3 кілдеркіни = 6 феркінів.
У різні століття обсяг оксофта для пива і елю змінювався від 48 до 54 галонів. Так:
- У 1454 році: 1 оксофт = 48 галонів елю = 221,82 літрів або 1 оксофт = 54 (ельових) галони пива = 249,54 л.
- У 1688 році: 1 оксофт = 51 ельовий галон = 235,68 л.
- У 1803 році: 1 оксофт = 54 ельових галона = 249,54 л.
- З 1824 року: 1 оксофт = 54 англійських галони = 245,49 л.

Також розмір оксофта залежав від країни:
- На лівобережній Україні 1 оксофт = 18 відра[1];
- В Росії: 1 оксофт = 16,890 відра = 207,73 л;
- В Польщі: 1 оксофт = 19,512 відра = 240 л;
- В Пруссії: 1 оксофт = 16,751 відра = 206,04 л;
- В Швеції: 1 оксофт = 13,5 відра = 209,04 л.

## Оксофт і вино
При вимірюванні кількості вина використовувався оксофт більшого об'єму.
1 оксофт = 1 / 4 тана = 1 / 2 пайпа (батта) = 3 / 4 феркіна (пуансона, тершіна) = 1 ½ тирса = 2 бареля = 3 ½ рандлета.
Так як 4 оксофти становлять тан, а тан у Великій Британії рівний 210 англійських галонів, а в США — 252 американських галони, то винний оксофт у Великій Британії дорівнює 52,5 галона (238,7 літрів), а в США — 63 галони (238,48 літрів).
В Оксфордському словнику 1897 року зазначено, що обсяг винного оксофта змінювався також залежно від вина, яке ним міряли, так як барила в яких перевозили вино різних марок були традиційно різного розміру. Так:
- 1 оксофт бордо або мадери = 46 галонів,
- 1 оксофт хереса = 54 галони,
- 1 оксофт портвейна = 57 галонів.

## Оксофт і тютюн
У колоніальні часи тютюн транспортували і зберігали в бочках, також званих хогсхедами. Це були дуже великі бочки. Стандартна бочка для тютюну мала 48 дюймів в довжину (121,92 см) і 30 дюймів (76,2 см) в діаметрі у верхній частині. Повністю наповнений тютюном, такий хогсхед важив близько 1000 фунтів (453,6 кг).